# Leopold Peter Riess
Leopold Peter Riess  (* 15. Dezember 1840 in Berlin; † 1922) war ein deutscher Mediziner
Riess studierte in Berlin und Heidelberg Medizin und wurde 1863 promoviert. Zu seinen akademischen Lehrern gehörten Nicolaus Friedreich und Friedrich Theodor von Frerichs. 1870 habilitierte er sich in Berlin in spezieller Pathologie und Therapie. 1874 übernahm er die Leitung der inneren Abteilung am städtischen Krankenhaus Friedrichshain in Berlin, was er bis 1886 blieb. 1889 wurde er Leiter einer Poliklinik für innere Medizin.
Er veröffentlichte über zahlreiche Themen in pathologischer Anatomie, klinischer Medizin und Pharmakologie.
1895 erhielt er den Titel Universitäts-Professor.
Er war Autor in der Real-Encyclopädie der gesammten Heilkunde und beim Jahresbericht für die gesamte Medizin von Virchow und Hirsch.
- Beiträge zu Albert Eulenburgs Real-Encyclopädie der gesammten Heilkunde. Erste Auflage.
  - Band 5 (1881) (Digitalisat), S. 686–701: Gelenkrheumatismus
  - Band 6 (1881) (Digitalisat), S. 130–134: Grippe, Infuenza; S. 532–535: Heufieber
  - Band 8 (1881) (Digitalisat), S. 176–183: Leberatrophie; S. 277–284: Leukämie; S. 439–442: Lymphadenitis
  - Band 9 (1881) (Digitalisat), S. 356–359: Muskelrheumatismus
  - Band 10 (1882) (Digitalisat), S. 553–561: Phosphorvergiftung
  - Band 11 (1882) (Digitalisat), S. 112–117: Pseudoleukämie
  - Band 12 (1882) (Digitalisat), S. 398–409: Scorbut
  - Band 13 (1883) (Digitalisat), S. 623–636: Trichinenkrankheit